# Xarxet de Madagascar
El xarxet de Madagascar (Anas bernieri) és un petit ànec endèmic de Madagascar que actualment habita únicament en llacs i aiguamolls de la costa oest.